# Hörsteiner See
Der Hörsteiner See ist ein See bei Alzenau im Landkreis Aschaffenburg und mit einer Wasserfläche von 59 ha der größte See in Unterfranken. Er ist ein Baggersee und entstand aus einer Kiesgrube.

## Beschreibung

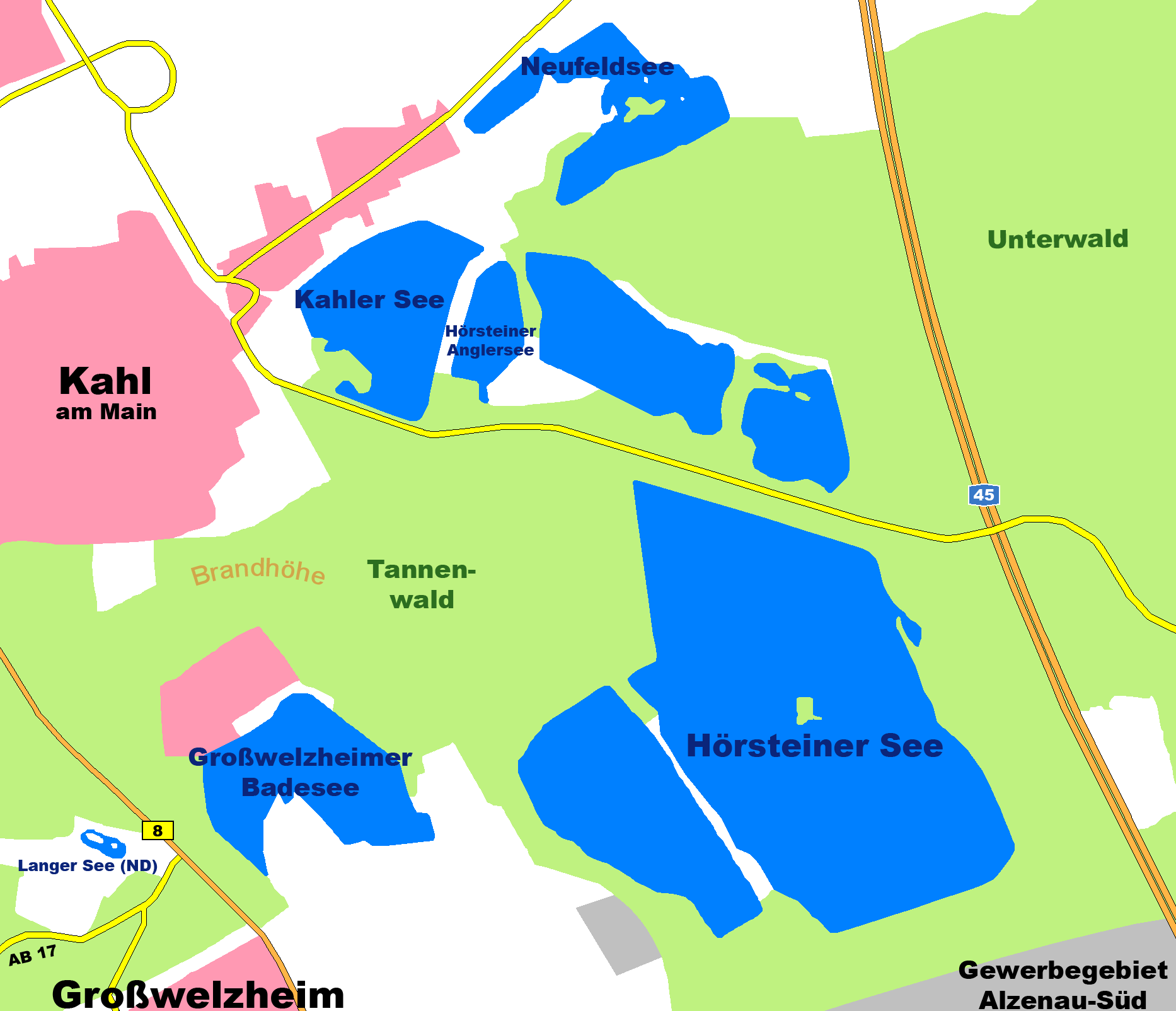
Die Vorspessartseen

Der Hörsteiner See liegt im Unterwald zwischen Karlstein am Main und Alzenau auf der Gemarkung von Hörstein. Er ist der größte See der Kahler Seenplatte und gehört zu den Vorspessartseen. An ihn grenzt direkt ein Nebensee. Am östlichen Ufer verläuft die Bundesautobahn 45 und dahinter liegt ein Bereich des Naturschutzgebiets Alzenauer Sande. Im Westen befindet sich hinter der Bahntrasse der Großwelzheimer Badesee. Der Hörsteiner See ist komplett umzäunt. Südlich des Hörsteiner Sees befindet sich das Gewerbegebiet Alzenau Süd. Der See steht unter Landschaftsschutz.